# Porcellio pulverulentus
Porcellio pulverulentus es una especie de crustáceo isópodo terrestre de la familia Porcellionidae.

## Distribución geográfica
Son endémicos de la España peninsular.